# 圖拉兵工廠足球會
圖拉兵工廠足球會（俄语：ФК Арсенал Тула）是俄羅斯的一家職業足球俱樂部，位於圖拉州圖拉市。球隊長期征戰俄羅斯全國足球聯賽，2014年首次晉級俄羅斯足球超級聯賽。

## 外部連結
- 官方網站 （页面存档备份，存于）